# Jano Bußmann
Jano Bußmann (* 9. März 2007 in Gummersbach) ist ein deutscher Para-Eishockeyspieler. Er spielt für die Wiehl Penguins und ist Mitglied der deutschen Para-Eishockey-Nationalmannschaft.

## Karriere
Bußmann begann seine Karriere bei den Wiehl Penguins und entwickelte sich schnell zu einem talentierten Spieler im Para-Eishockey.
Im März 2023 feierte er im Alter von 15 Jahren seine Länderspielpremiere in Enköping, Schweden gegen die norwegische Nationalmannschaft. Bei der B-Weltmeisterschaft 2024 in Norwegen erzielte er sein erstes Tor für die Nationalmannschaft und trug zum zweiten Platz sowie zum Aufstieg in die A-Gruppe bei. In der Saison 2023/24 spielte er parallel für Motor sledge České Budějovice in der tschechischen Sledgehockey-Liga. In der Saison 2024/25 spielt Bußmann für HC Sparta Praha Sledge in der tschechischen Liga, wo er in 15 Spielen 6 Scorerpunkte erzielte. 

## Persönliches
Jano Bußmann wurde mit Spina bifida geboren. Trotz dieser Herausforderung hat er sich im Para-Eishockey etabliert und strebt danach, ein wichtiger Bestandteil der Nationalmannschaft zu werden.